# Rafflesia tengku-adlinii
Rafflesia tengku-adlinii este o specie de plante parazite din genul Rafflesia, familia Rafflesiaceae, ordinul Malpighiales, descrisă de K. Mat Salleh și A. Latiff. Conform Catalogue of Life specia Rafflesia tengku-adlinii nu are subspecii cunoscute.